# Studeni Jadar
Studeni Jadar är ett vattendrag i Bosnien och Hercegovina.   Det ligger i entiteten Republika Srpska, i den östra delen av landet, 70 km nordost om huvudstaden Sarajevo.
Omgivningarna runt Studeni Jadar är en mosaik av jordbruksmark och naturlig växtlighet. Runt Studeni Jadar är det ganska tätbefolkat, med 67 invånare per kvadratkilometer.